# Жертвоприношения при маите
Жертвоприношенията при маите са традиционна религиозна дейност, като част от културата на маите.
Изразяват се в клане на роби, пленници от съседните народи, жертвени животни (спорно е) или кръвопускане от членове на общността по време на церемонии, провеждани под ръководството на свещениците, за да умилостивят боговете и да се изпълнят задълженията към тях. При маите жертвоприношенията са редовни и се извършват на празници с цел омилистивяване на съдбата, освещаване на нови предводители или храмове. Обичайно са се жертвали пленници, най-вече от съседните племена, като подобна практика е била разпространена в Новия свят единствено още сред олмеките предходно и сред ацтеките.
Доказателствата за тази практика са безспорни и са от два типа източници: от оцелелите ръкописи и от мисионерските етнографски хроники, на онези европейци пристигнали в Мексико малко след испанското му завоюване, както и от съвременни археологически данни. Историческите сведения за жертвоприношенията на маите са по-рехави отколкото на ацтеките и някои ги приемат за достоверни само за посткласическия период на майската цивилизация. От хронистите най-обстоятелствен е Диего де Ланда, който разглежда човешките жертвоприношения на маите като модерен „етнографски шедьовър“, въпреки ролята си в унищожаването на летописите и култура на маите.
Археологически доказателства от разкопките потвърждават по категоричен начин записките на първите европейски хронисти в Мексико. Основният пробив идва след дешифрирането писмеността на маите през 1950 г., което позволява да се разбере смисъла на символите издълбани по стените на много храмове на маите. Изкопаването и изследването на човешки останки от предколумбовата епоха също хвърля светлина върху възрастта, пола и причина за смъртта на жертвите.
Уникалността на тази практика единствено в предколумбова Централна Америка, и изпърво сред олмеките, предполага и хипотеза за възможната ѝ връзка с финикийската и пуническа практика от Стария свят, която е пословична за Средиземноморието преди Христа, където сходно са се поднасяли жертви на Ваал-Молох. Предвид на това, както и на обстоятелството, че в Теотиуана една от пирамидите на грандиозния комплекс (чието име на езика на ацтеките означава „град, където човек се превръща в Бог“) е посветена на Кетцалкоатъл (който е белокож пришълец от Изтока, проповядвал вяра основана на любовта), някои изследователи считат, че финикийците или пуните са достигнали преди Христа със своите кораби до Централна Америка. Кетцалкоатъл бил считан за бог в религията на ацтеките. По тази причина Ернан Кортес бил счетен от ацтеките за въплъщение на Кетцалкоатъл.
Жертвоприношението е публична религиозна или политическа екзекуция, при която от най-кръвоснабдените и меки части на тялото (най-вече езика, ушите или препуциума) се събира кръв за помазване на идола или на хартиен носител, които след това се изгарят. И до днес сходни ритуали са се запазили в Никарагуа, макар и не жертвоприносителни, а само символични, но със запазена стереотипност.
През 2010 г. археолозите намират нови доказателства за практиката на жертвоприношения на деца при маите. При разкопките на много добре запазена могила на владетел, погребан преди 1600 години на територията на днешна Гватемала, до скелета на вожда са намерени останки от шест деца, принесени в жертва при смъртта на владетеля. Освен това при анализ на кости от 127 тела, открити в една от свещените пещери в Чичен Ица е установено, че 80% от тях са на момчета на възраст между 3 и 11 години. Останалите са били на мъже..